# سد وادي ضيقة
سد وادي ضيقة يعد من أكبر المشاريع في مجال السدود في سلطنة عمان. ينفرد بموقعه الجغرافي والاستراتيجي الطبيعي ليضفي على المشروع عوائد اقتصادية وسياحية هامة. تم البدء في التخطيط له منذ عام 1978م  وبدأ العمل به عام 2006م  وتم افتتاحه رسميا في 26 مارس 2012م. يبلغ ارتفاعه 75 مترا وطوله يزيد على 400 مترا. ويعتبر الوادي نفسه امتدادا لأودية المنطقة الشرقية التي تصب فيه وعددها يقارب 120 واديا.

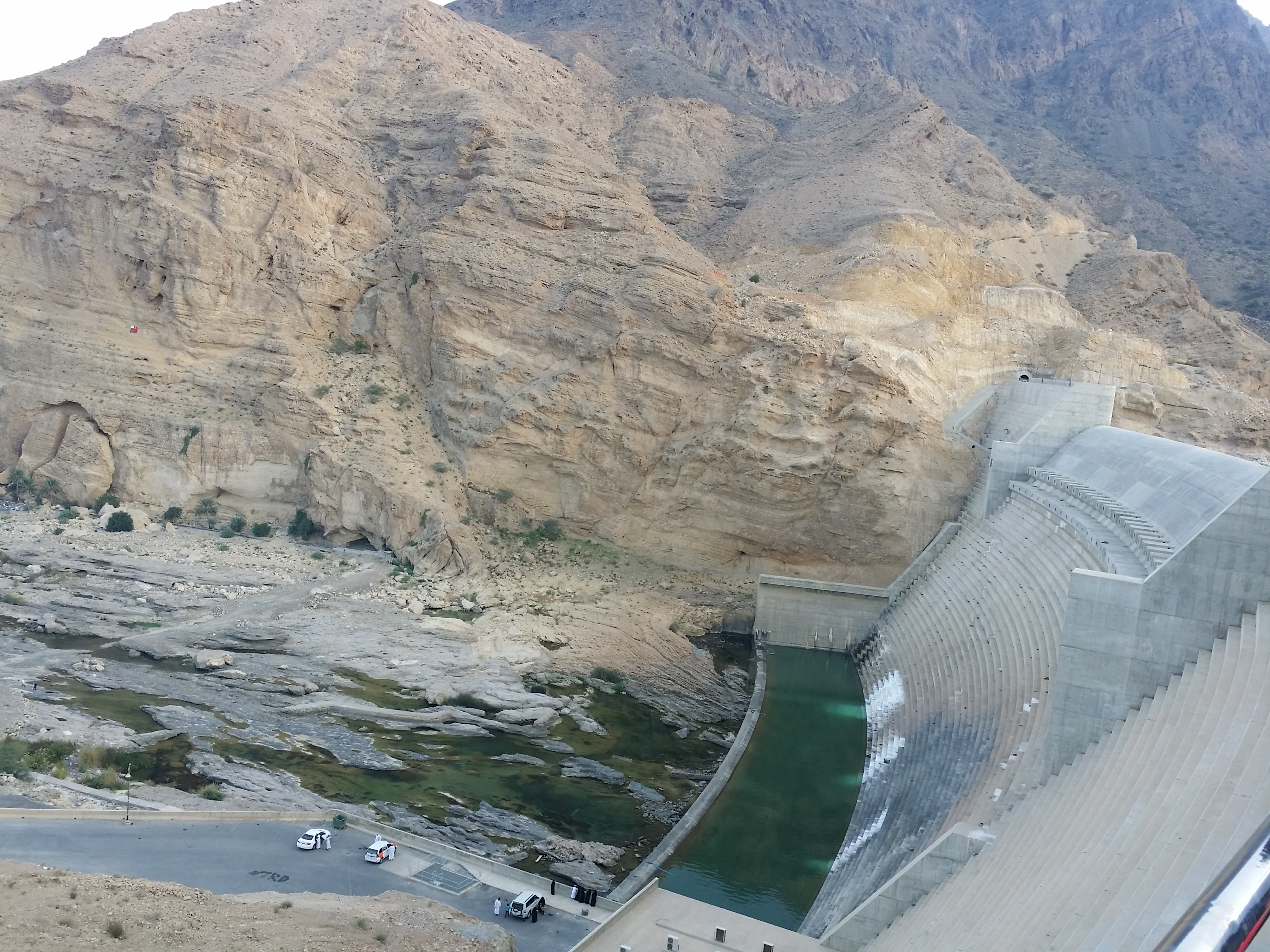
سد وادي ضيقة - ولاية قريات

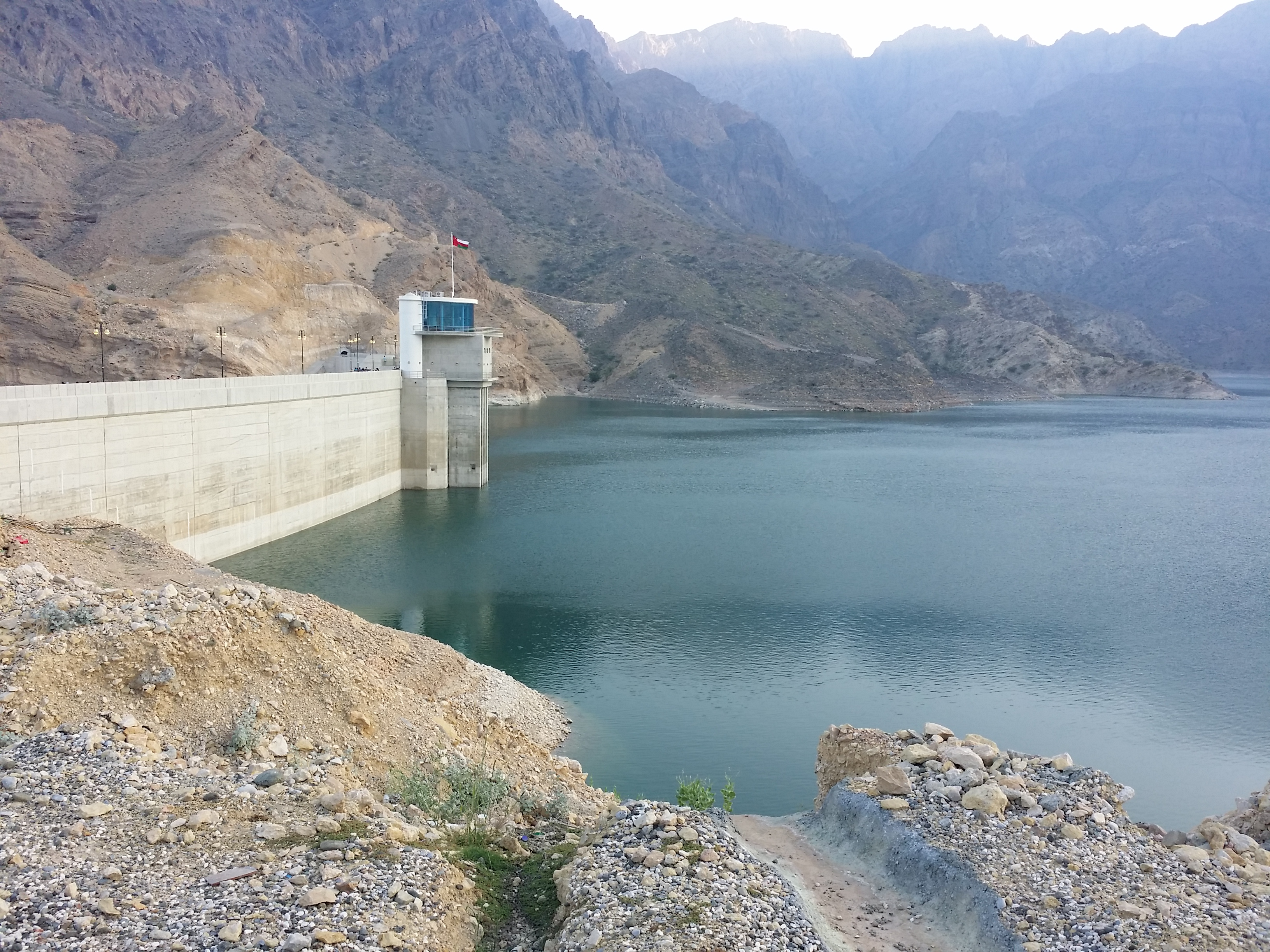
سد وادي ضيقة - بحيرة السد والحاجز الخرساني للمياه

## موقع السد
يقع سد وادي ضيقة في قرية المزارع بولاية قريات بمحافظة مسقط في الجزء الشمالي من سلسلة جبال الحجر الشرقي. ويمتد وادي ضيقة من قرية تول إلى قرية دغمر وهو من الأودية الدائمة الجريان في سلطنة عمان. ويبلغ معدل هطول الأمطار السنوي 148 مليمترا ضمن منطقة مستجمعات المياه بوادي ضيقة. ويبلغ ارتفاع أعلى نقطة به 1500 مترا من مستوى سطح البحر.

## تكلفة السد
بلغت تكلفة بناء سد وادي ضيقة نحو ما يزيد على 43 مليون ريال عماني  أي ما يزيد على 111 مليون دولار أمريكي ويعتبر أكبر وأضخم السدود في السلطنة.

## مكونات مشروع السد
تكون مشروع سد وادي ضيقة من مرحلتين ضمت كل منهما أعمالا ومرافق وإنجازات ساهمت كلها في نجاح المشروع:

### المرحلة الأولى
- سد رئيسي من الخرسانة المدكوكة
- مفيض خرساني
- سد جانبي ركامي
- برج من الخرسانة المسلحة لأخذ المياه
- المبنى الإداري للسد

### المرحلة الثانية
- خط أنابيب رئيسي للمستفيدين من مجرى الوادي لكل من المزارع وحيل الغاف ودغمر
- خط أنابيب رئيسي حتى خزان المياه بولاية العامرات لتزويد محافظة مسقط
- محطة معالجة المياه
- محطتان للضخ
- عدد 3 خزانات رئيسية من الخرسانة المسلحة
- محطة تهوية المياه
- نظام جمع المعلومات والتحكم - سكادا
- مجمع إدارة المشروع

## الخصائص الفنية للسد
|                  | السد الرئيسي  | السد الجانبي |
| ---------------- | ------------- | ------------ |
| نوع السد         | خرسانة مدكوكة | ركامي حجري   |
| السعة التخزينية  | 100مليون م3   |              |
| الطول (م)        | 410           | 360          |
| الارتفاع (م)     | 75.43         | 49.16        |
| عرض القمة (م)    | 5             | 10           |
| عرض القاعدة (م)  | 55.4          | 183          |
| الحجم (م3)       | 590.000       | 947.395      |
| الفيضان التصميمي | 18.398م3/ث    |              |
| طول المفيض       | 201.74م       |              |
| ارتفاع المفيض    | 67.5م         |              |
| عدد الفتحات      | 11            |              |
| قطر الفتحات      | 1إلى 1.6 م    |              |

## أهمية السد
يستفاد من هذا المشروع في استغلال المياه المختزنة في هذا السد والانتفاع بها في المناطق المجاورة، وبين حين وآخر يتم فتح بوابة تصريف المياه، لتغذية الخزان الجوفي للقرى الواقعة أسفل السد كقرية حيل الغاف والمزارع وقرية دغمر المطلة على البحر وتسهم المياه المنسابة من السد في زيادة المخزون الجوفي من المياه في المنطقة المحيطة به وبدوره يسهم في زيادة منسوب الأفلاج في المنطقة كفلج حيل الغاف مثلا.
كما يهدف من هذا المشروع ضمان وجود مورد مائي استراتيجي لمحافظة مسقط بالإضافة إلى حماية القرى الواقعة على طول الوادي من مخاطر الفيضانات فضلا عن تعزيز الجانب السياحي لمنطقة السد  بشكل خاص وولاية قريات بشكل عام.

## سعة مخزون سد وادي ضيقة
تختزن بحيرة سد وادي ضيقة حوالي 83 مليون مترا مكعبا  بينما تبلغ طاقته الاستيعابية 100 مليون مترا مكعبا من المياه. كما يوفر السد كمية من المياه تبلغ 35 مليون مترا مكعبا سنويا  حيث سيتم تخصيص 15 مليون مترا مكعبا للاستخدامات المنزلية والري بينما يستعمل الباقي (20 مليون مترا مكعبا) لدعم مشاريع مياه الشرب في محافظة مسقط.

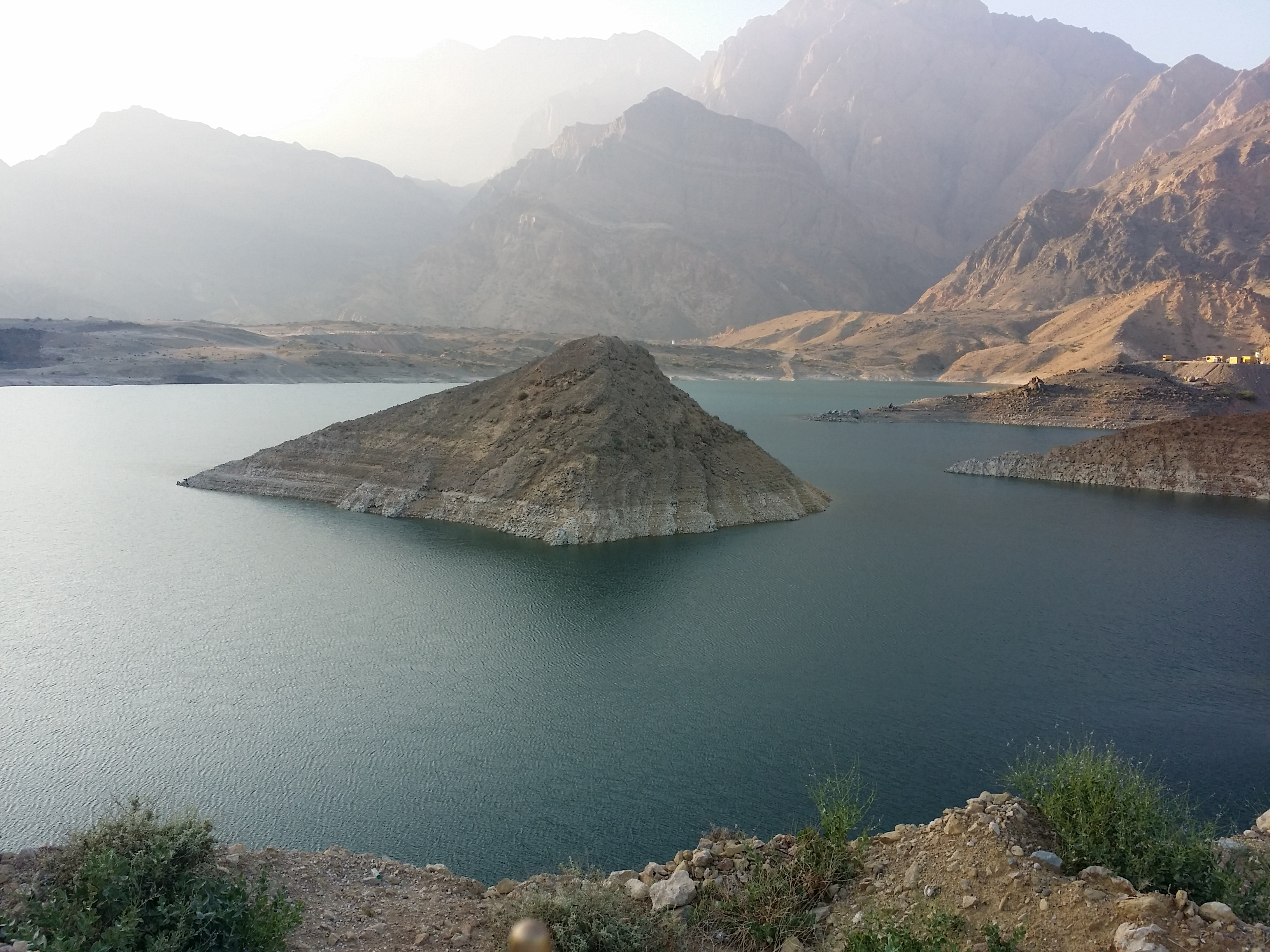
سد وادي ضيقة - بحيرة السد وتظهر محاطة بالجبال

## بحيرات السد
يحتوي السد فعليا على سدين: الأول رئيسي والثاني جانبي  وعليه فتوجد به بحيرتان: رئيسة وجانبية. تقع البحيرة الرئيسية على مجرى الوادي مباشرة بينما تقع الأخرى الجانبية في شمال البحيرة الرئيسية والهدف منها هو حجز المياه في حالة ارتفاع مستوى المياه في البحيرة الرئيسة. وستغطي بحيرة التخزين عند امتلاء السد مساحة 350 هكتارا تمتد لمسافة 6 كم كما سيبلغ محيطها 28 كم تقريبا. إلا أن معدل التبخر السنوي من البحيرة يبلغ 2.5 مترا ولكنه لا يشكل عاملا مؤثرا على كمية الماء المختزنة في بحيرة السد.

## مرافق السد
توجد العديد من المرافق في السد منها السد الرئيسي والجانبي للوادي وبحيرة التخزين، وبرج يتم من خلاله التحكم بعملية تصريف المياه من بحيرة السد، وكذلك قاعة للمشاهدة أعلى البرج. كما تم تزويد السد بعدد من أجهزة القياس ضمن شبكة مراقبة تعمل ضمن نظام مركزي. ويوجد نفق تم إنشاؤه داخل جسم السد الرئيسي من أجل تصريف المياه المتسربة فضلا عن استخدامه في أعمال الحفر والحقن. كما يعمل حوض التهدئة على تقليل حدة وطاقة المياه المتدفقة من المفيض ومنع حدوث الانجراف أسفل السد. ويحتوي مأخذ المياه بالسد على 11 أنبوبا لتصريف المياه من ارتفاعات ومستويات مختلفة وهي محكمة الإغلاق.

## المرافق السياحية والخدمية
يعد مشروع سد وادي ضيقة من المواقع السياحية المتميزة بالسلطنة، حيث يستمتع الزائر بمنظر بحيرة السد ومفيض الماء الذي يحدث لأكثر من مرة خلال العام يدعمه في ذلك هطول الأمطار حيث يستمتع السائح بمنظر الشلالات أعلى السد إلى بطن الوادي. ولإبراز الطابع الجمالي للمشروع تم إنشاء عدد من المرافق الجمالية بالموقع تتمثل في إقامة مسطحات خضراء واسعة تزينها الزهور وممرات من الطابوق المتشابك، وإنشاء مظلات ومقاعد للجلوس ونافورة مياه، والعديد من المرافق الأساسية كدورات المياه والمطاعم والمواقف ومهبط للطائرات العمودية وتشجير الممرات والشوارع وإنارتها.
ويتوفر بالسد مركز للزوار على مساحة 1821 مترا مربعا يمكن للزائر من خلاله مشاهدة السد والتعرف على مرافق ومكونات المعرض الترفيهي التثقيفي الذي يبرز جميع ما يتعلق بمشروع السد باللغتين العربية والإنجليزية من خلال توفير شاشات لمس ومجسمات توضيحية تناسب مختلف الفئات العمرية.

## أهداف المرحلة الثانية للسد
تهدف المرحلة الثانية للسد إلى توفير ما يقارب 35 مليون مترا مكعبا من المياه سنويا وإمداد ولاية قريات وبعض ولايات محافظة مسقط بها لغرض الشرب وبعض الإستخدامات الأخرى.
سيتم إنشاء أنابيب بطول 50 كيلومترا تقريبا لنقل المياه من خزان قريب من سد وادي ضيقة إلى خزان دييم في ولاية العامرات بمحافظة مسقط.

## العائد الاقتصادي
بلغ سعر التكلفة للمتر المكعب الواحد لمياه التحلية في مسقط وقريات عام 2005م 500 و700 بيسة على التوالي. ووفقا لما أشارت له التقديرات الإنشائية لمشروع سد وادي ضيقة عام 2006م فإن سعر التكلفة للمتر المكعب الواحد لتوصيل مياه السد إلى ولاية قريات وبعض ولايات محافظة مسقط سوف تبلغ 225 بيسة للمتر المكعب. هذا فضلا عن توصيل المياه للمزارعين بالمجان مما يجعل ذلك مؤشرا لجدوى المشروع اقتصاديا. وتشير التوقعات أن العائد الاقتصادي سوف يقارب 9.7 % ونسبة التكلفة إلى الفائدة ستبلغ 1 إلى 1.37 خلال فترة 50 سنة الأولى للمشروع.
يغذي السد مخزون المياه الجوفية للمناطق القريبة كقرية المزارع ودغمر وحيل الغاف فساهم ذلك في رفع منسوب المياه في الآبار الجوفية في تلك القرى مما أدى إلى انتعاش الزراعة فيها.
وفي الجانب السياحي فقد بلغ عدد زوار السد 485621 زائرا خلال عام 2014م فقط. وتم تسجيل أعلى نسبة لزوار السد خلال شهر أكتوبر 2014م حيث بلغ عددهم 85381 زائرا. وقد بلغ عدد زوار السد 27680 زائرا خلال إجازة العيد الوطني الرابع والأربعين (2014م). ويقدر عدد زوار السد بـ 3000 زائرا يوميا وأكثر من 25000 زائرا خلال الإجازات والمواسم السياحية.

## شاهد أيضا (صور)
- سد وادي ضيقه
- صور سد وادي ضيقه يقع في ولاية قريات

## شاهد أيضا (فيديو)
- سد وادي ضِيقة في سلطنة عمان
- أكبر سد في الشرق الأوسط وادي سد ضيقة
- فيضان المياه من أعلى سد وادي ضيقه بولاية قريات
- تصوير جوي لوادي ضيقة رائع
- سد وادي ضيقة من السماء (قريات)
- سد وادي ضيقه بعد اعصار فيت
- فيضان سد وادي ضيقه في إعصار فيت
- سد وادي ضيقة بعيون الفانتوم
- سد وادي ضيقة
- سد وادي ضيقة